# Honolulu (sång)
Honolulu är en sång från 1973, skriven av Harpo och utgiven som singel samma år. Skivan producerades av Bengt Palmers

## Om sången
Harpo skrev "Honolulu" som 17-18-åring som en allsång till sina kompisar. Tanken var att den skulle vara enkel och omedelbar så att alla skulle kunna sjunga med. Låten innehåller textraden ”Where the sky is pretty and blue and the reggae band is playing for you, and they learn you how to do the hula, hula…”, i vilken Harpo felaktigt antar att reggaemusik kommer från Hawaii.
Palmers och Harpo träffades första gången 1972 då de åt lunch tillsammans med Benny Andersson och Björn Ulvaeus på restaurang Östergök i Stockholm. Palmers skulle komma att glömma bort deras möte, men Harpo tänkte under lunchen att "honom vill jag jobba med". Harpo var då kontrakterad med Stikkan Andersons bolag Polar Music och höll på att göra en barnskiva på svenska med Andersson och Ulvaeus, men projektet avbröts och kontraktet revs. Harpo gick då direkt från Polar Musics kontor på Nybrogatan till EMI på Karlavägen, sökte upp Palmers som arbetade där och bad att få spela en låt på sin gitarr som han hade med sig. Palmers blev mycket imponerad:
| ”               | Jag satt som förstenad i 2 minuter och 59 sekunder till låten var slut. Sådant här händer ju bara inte. Det han spelade upp var en klockren hit, dessutom med en vansinnigt charmig text. | „ |
| – Bengt Palmers | |   |

Palmers ville spela in låten så snart som möjligt. Arrangemanget skrevs enligt Palmers mer eller mindre av sig själv: ”hawaii-steel guitar” och steel drums för att ge den rätta exotiska klangen. Singeln gavs ut 1973 med "Harpo's Helicopter" som B-sida, även den  skriven av Harpo. Singeln blev en hit och nådde en andraplats på Tio i topp, där den tillbringade totalt fem veckor. Framgången ledde vidare till ytterligare en singel, Sayonara, och debutalbumet Leo the Leopard (1974). "Honolulu" kom dock aldrig med något av Harpos studioalbum, utan har endast medtagits på samlingsalbum.
Till låten har Harpo en speciell dans som han vid konserter lär publiken.
Låten har spelats in av Onkel Kånkel and his kånkelbär och finns med på albumet Onkel Kånkels underbara värld (1993) under namnet "Honolulu homo".

## Låtlista
1. "Honolulu"
2. "Harpo's Helicopter"

## Listplaceringar
| Lista (1974) | Topplacering |
| ------------ | ------------ |
| Sverige      | 1            |